# 홍성서부중학교
홍성서부중학교(洪城西部中學校)는 대한민국 충청남도 홍성군 서부면 이호리에 있는 공립 중학교이다.

## 학교 연혁
- 1981년 12월 11일 : 홍성서부중학교로 12학급 설립 인가
- 1982년 3월 1일 : 4학급 편성(학생수 201명)
- 1982년 3월 13일 : 개교
- 1983년 3월 1일 : 학칙 변경 8학급 편성
- 2023년 3월 1일 : 제17대 김욱태 교장 부임
- 2024년 1월 5일 : 제40회 졸업식 13명(남 3명, 여 10명, 총 2,722명)
- 2024년 3월 4일 : 제43회 입학식 14명(남 7명,여 7명)

## 참고 자료
- 홍성서부중학교 - 한국교육학술정보원 학교알리미